# Selfie

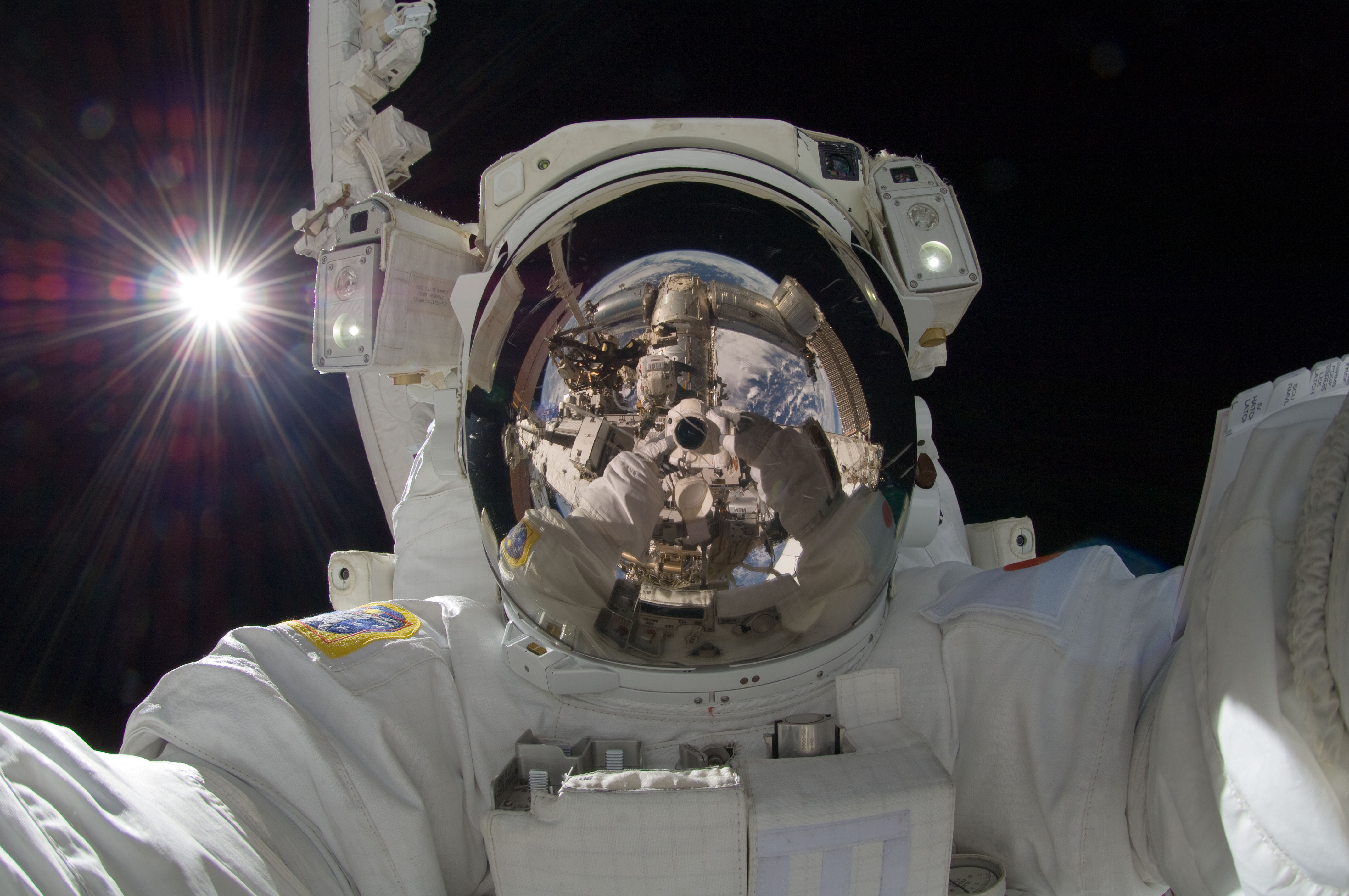
Selfie do astronauta Akihiko Hoshide, da Agência Japonesa de Exploração Aeroespacial.

Selfie é, usualmente, um registro digital, ou foto que uma pessoa tira de si mesma (autorretrato). As selfies que envolvem várias pessoas fotografadas são conhecidas como "selfies em grupo". São frequentemente feitas para compartilhamento em mídias sociais como Facebook, Instagram, Threads, Twitter, e Snapchat.
A palavra vem da adição ao substantivo self (em inglês "eu", "si mesmo") do sufixo -ie ("-inho(a)"), resultando em "euzinho(a)". Foi considerada a palavra internacional do ano de 2013 pelo Oxford English Dictionary.

## História

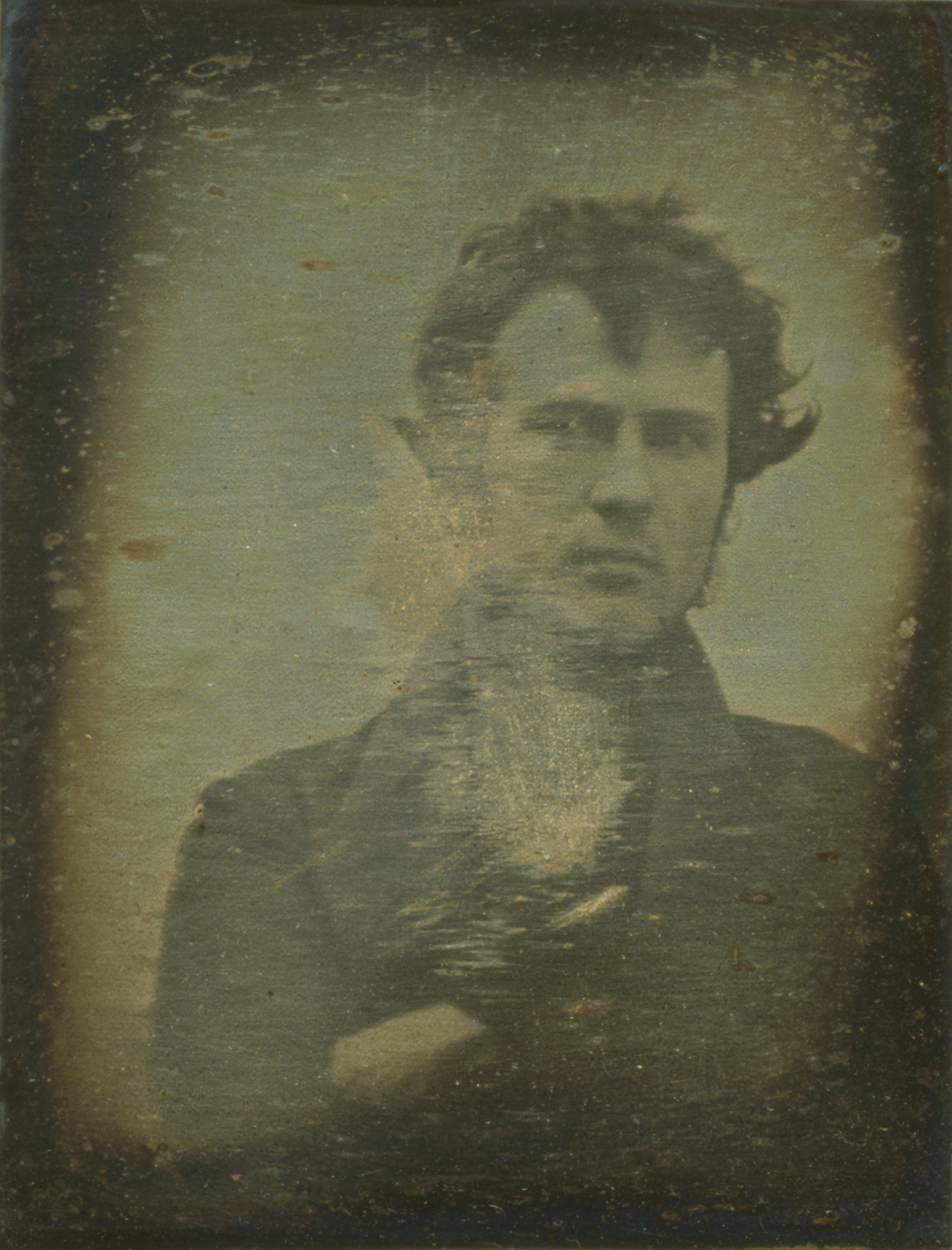
Robert Cornelius, em 1839. Acredita-se que esta seja a primeira selfie da história da humanidade.

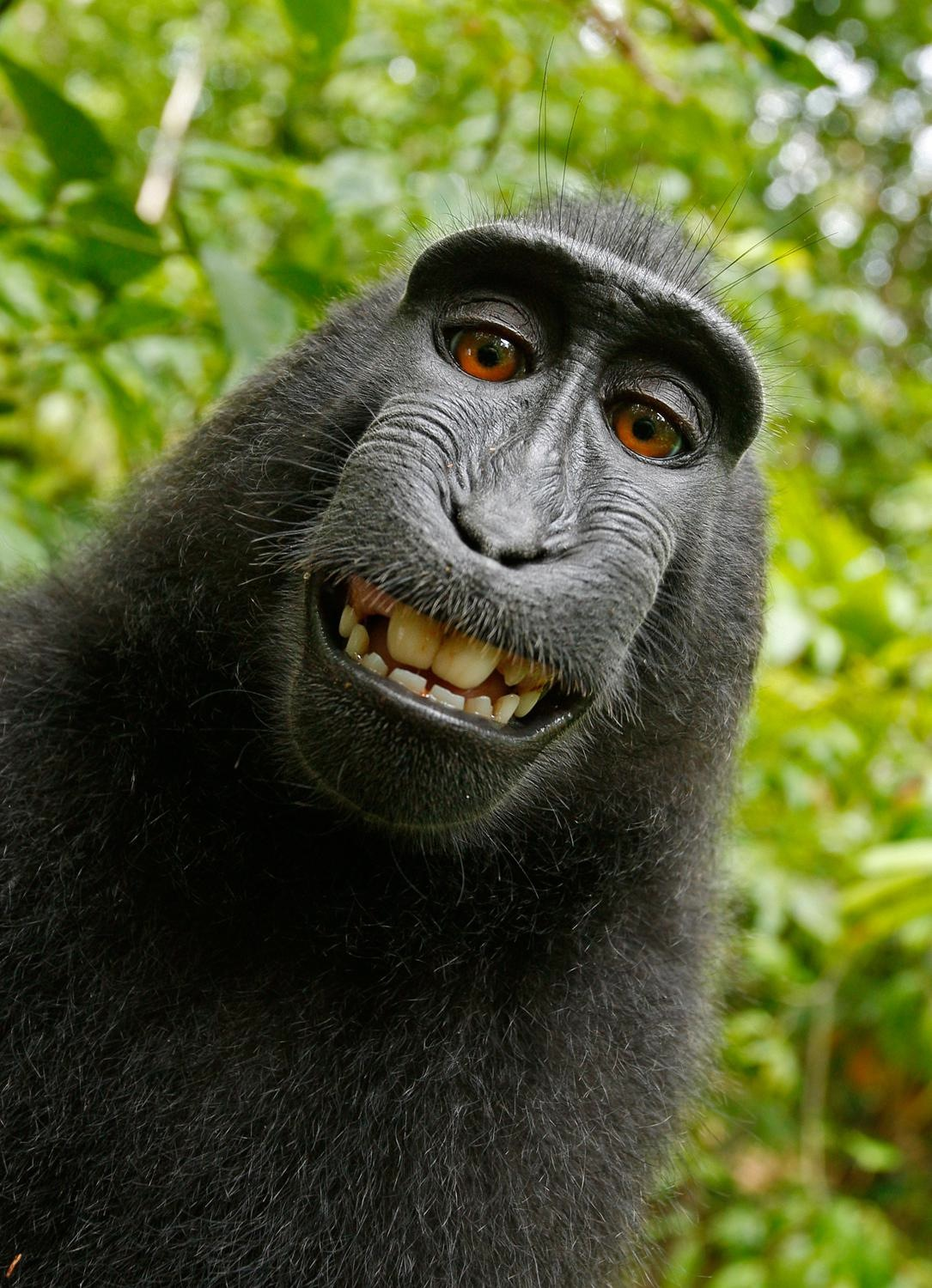
Selfie de estilo autorretrato de um macaco da raça nigra chamado "Naruto" feita com a Câmera fotográfica do fotógrafo de animais britânico David Slater. Esta selfie gerou uma disputa judicial. Teria "Naruto" direitos legais sobre sua selfie?

Acredita-se ter sido o estadunidense Robert Cornelius, o autor do primeiro autorretrato fotográfico, em 1839, com um daguerreótipo. No entanto, a palavra selfie só passou a ser utilizada com esse sentido no ano de 2002, num fórum on-line australiano:
2002 ABC Online (forum posting) 13 September:
“Um, drunk at a mates 21st, I tripped ofer [sic] and landed lip first (with front teeth coming a very close second) on a set of steps. I had a hole about 1cm long right through my bottom lip. And sorry about the focus, it was a selfie.”
As redes sociais ajudaram posteriormente a popularizar o termo, com a etiqueta selfie aparecendo de forma recorrente em partilha de fotografias através do Flickr a partir de 2004. O seu uso, no entanto, só tomou verdadeira expressão a partir de 2012, quando a palavra se tornou comum nas plataformas principais da mídia.
De acordo com um estudo realizado pela empresa de tecnologias espanhola Energy System, as mulheres tiram, em média, 12 selfies a mais por dia do que os homens.
Febre nas redes sociais, as selfies receberam técnicas usadas na hora dos registros, como a busca pelo ângulo perfeito, a maquiagem no tom certo, o alongamento do pescoço para evitar o queixo duplo, a luz ambiente, entre outras. A busca pela selfie perfeita, porém, tem causado muitas mortes no mundo. Segundo uma pesquisa realizada nos EUA, que compilou dados de 2011 a 2017, o número de pessoas que morreram enquanto tentavam tirar fotos de si mesmas em situações arriscadas foi 259. Afogamento, acidentes de transporte e quedas foram as causas mais comuns. Também foram frequentes eletrocussões e mortes causadas por incêndio, animais e armas de fogo.

## Direitos sobreselfiesbatidas por animais
Em 2011, uma selfie batida por um macaco da espécie Macaca nigra chamado "Naruto" gerou uma disputa legal sobre quem seria dono da foto, já que foi ele quem realmente apertou o botão da máquina. Esta selfie tirada por Naruto foi trabalho do fotógrafo David Slater, que deixou vários macacos brincarem com sua câmera, e acabou viralizando na internet.
Em 2015, ativistas da ONG de defesa dos animais "PETA" resolveram entrar com um processo em nome de "Naruto", no qual exigiam que o macaco fosse declarado o verdadeiro dono das imagens, e que David Slater deixasse de receber royalties por conta dessa imagem.
Uma corte dos EUA decidiu que Naruto não poderia ser dono dos direitos autorais porque "animais não podem processar terceiros por violações de direitos autorais, algo que a lei reserva a humanos". Em setembro de 2017, porém, Slater aceitou doar 25% de qualquer receita futura obtidas com essa imagem para instituições de caridade que protegem macacos.

## Tipos deselfies
Em ordem alfabética:
- Beardie - Selfie em que o destaque é a barba;
- Bedstagram - É a selfie da hora do soninho, da cara amassada, daquela hora que sua melhor amiga é a cama;[16]
- Belfies - Aquelas em que se capta o corpo (normalmente as nádegas) e não tanto a cara;[11]
- Braggies - Selfie de ostentação;[17]
- Carfie - São as selfies tiradas no interior de um carro para mostrar o dono e o veículo ao mesmo tempo;[11]
- Couplie - Selfies de casais;
- Drelfie - Selfie bêbado(a);
- Dronie - Selfie batida por um drone;[18]
- Felfie - Selfie tirada em um ambiente agrícola;[19]
- Foodfie - São as selfies que mostram a comida que se vai comer ou que se comeu;[11]
- Footfie - São as selfies que mostram os pés num determinado contexto, seja ele a praia, uma piscina ou um jardim;[11]
- Girlfie - São as selfies de grupo em que aparecem três ou mais raparigas;[11]
- Helfie - Selfie para mostrar um novo corte de cabelo;[20]
- Hotelfie - São as selfies que exibem a vista que se tem do quarto de um hotel de luxo ou a cama deste;[11]
- Jelfie - São fotos de grupo mais ou menos espontâneas em que, inesperadamente, se junta sempre mais alguém antes do clique final do smartphone;[11]
- Jobfie - São as selfies captadas no local de trabalho e onde é notório o ambiente que se vive no mesmo;[11]
- Legsie - Selfies das pernas;
- Mom Selfies - São as selfies que consistem em autorretratos de mães com os seus filhos em primeiro plano;[11]
- No Make-up Selfie - Selfies em que a pessoa está sem maquiagem;[21]
- Nude Selfie - popularmente conhecido por nude, é um fenômeno que começou por volta de 2014, no qual as pessoas enviam fotografias e vídeos estilo selfie em posições sensuais ou nuas em redes sociais;
- Petfie - São aquelas selfies em que aparecem os animais de estimação, normalmente gatos ou cães, fotografados em ambiente familiar na casa do dono — no sofá ou na cama — ou então rua em ambiente de brincadeira;[11]
- SelfEye - Selfie em que o destaque é o próprio olho;
- Selfie After Sex - Surgido em 2015, o selfie after sex são as fotos após o sexo com os casais tirando as imagens deles, em forma relaxada, após o coito. As imagens são acompanhadas pela hashtag #aftersex;[22]
- Shelfie - Selfies em que o destaque das fotos são as prateleiras e estantes;[23]
- Shoefie - Selfie em que se tropeçou e realizado com os pés e não com as mãos;[24]
- Welfie - São os autorretratos captados quando se pratica desporto em espaços públicos, quer seja um treino num ginásio ou a participação numa corrida com amigos;[11]
- Youie - Selfie de um retrato de outra pessoa.[25]

## Psicologia e Neurociência
- De acordo com um estudo realizado por Nicola Bruno e Marco Bertamini na Universidade de Parma, selfies de fotógrafos não profissionais mostram uma leve tendência em mostrar a face esquerda de quem está sendo fotografado.[26] Isso é semelhante a observações de retratos de pintores profissionais de muitos períodos e estilos históricos, indicando que a tendência da bochecha esquerda pode estar enraizada em assimetrias de lateralização do cérebro que estão bem documentadas na neurociência cognitiva. Em um segundo estudo, o mesmo grupo testou se pessoas que tiram selfies sem treinamento em fotografia aderem espontaneamente às regras amplamente prescritas de composição fotográfica, como a regra dos terços. Parece que isso não acontece, sugerindo que essas regras podem ser convencionais e não conectadas às preferências perceptuais do cérebro.[27]
- A "selfite" é uma condição descrita como a tirar obsessivamente selfies,[28] embora atualmente não esteja listada como um transtorno mental.
- O uso obsessivo de selfies e postagens em redes sociais tem sido associado a muitos sintomas comuns aos transtornos mentais. Estes incluem narcisismo, baixa autoestima, solidão, egocentrismo e comportamentos de busca de atenção.

## Na cultura popular
- No Oscar 2014, a selfie de grupo comandada pela apresentadora Ellen DeGeneres, teve mais de 2,7 milhões de compartilhamentos, chegando a colapsar o Twitter por alguns minutos. A imagem tornou-se a foto mais retuitada da história.[29] Tirada por um celular da Samsung, o valor desta ação publicitária foi estimado entre 800 milhões a 1 bilhão de dólares, conforme revelado por Maurice Levy, CEO da Publicis, agência que gere a conta de publicidade da marca.[30]
- A música "Quantos Tantos", composta por Jay Vaquer e gravada no álbum Canções de Exílio, de 2016, faz uma crítica às selfies, dizendo que as pessoas estão mais preocupadas em bater selfies do que aproveitar o momento e o local em que estão.[31]